# Johan Peter Grönqvist
Johan Peter Grönqvist, född 3 oktober 1805 i Ulrika socken, Östergötlands län, död 3 juli 1881 i Hagebyhöga landskommun, Östergötlands län, var en svensk kyrkoherde i Ulrika församling och Hagebyhöga församling och kontraktsprost i Aska kontrakt.

## Biografi
Johan Peter Grönqvist föddes 3 oktober 1805 i Ulrika socken. Han var son till organisten och klockaren Jonas Grönqvist och Maria Ericsdotter. Grönqvist studerade i Linköping och blev 24 februari 1825 student vid Lunds universitet, Lund. Han prästvigdes 20 oktober 1828 och tog 2 november 1836 pastoralexamen. Grönqvist blev 25 juni 1844 komminister i Västrums församling, Gladhammars pastorat, tillträde 1845 och blev 14 januari 1845 komminister i Västra Hargs församling, Västra Hargs pastorat, tillträde 1858. Han blev 23 augusti 1858 kyrkoherde i Ulrika församling, Ulrika pastorat, tillträde 1859 och 14 september 1863 kyrkoherde i Hagebyhöga församling, Hagebyhöga pastorat, tillträde direkt. Från 1 oktober 1872 tillhörde även Orlunda församling pastoratet. Grönqvist var även kontraktsprost i Aska kontrakt från 28 oktober 1875 till 10 mars 1880. Han avled 3 juli 1881 i Hagebyhöga landskommun.

### Familj
Grönqvist gifte sig 14 oktober 1845 med Anna Charlotta Arneij (1812–1885). Hon var dotter till kyrkoherden Johan Arneij och Maria Ekström i Malexanders socken. De fick tillsammans barnen Hanna Maria (född 1846) och Johan Hugo (född 1851).